# Ara dei Volontari
L'Ara dei Volontari è un monumento che si trova a Città di San Marino, capitale della Repubblica di San Marino, dedicato ai 140 volontari sammarinesi che hanno partecipato e/o che sono deceduti per l'Unità d'Italia dal 1843 e durante la prima guerra mondiale (1915-1918); voluta dal Segretario di Stato per gli Affari Esteri, Giuliano Gozi, che affidò l'esecuzione del progetto all'ingegner Gino Zani, fu inaugurata nel 1927. È dotata di una doppia rampa di scale che conduce alla Cappella Votiva e sormontata da un obelisco; sul retro si trova una lapide con tutti i 140 nomi.
Nel 1927 le Poste di San Marino hanno dedicato una serie di 3 valori da 50 c., 1,25 L. e 10 L. all'inaugurazione dell'Ara dei Volontari.

## I volontari sammarinesi
1845
- Belluzzi Antonio
- Dominici Nicola
- Faetani Giulio
- Forcellini Vincenzo
- Mattei Tommaso
- Mazza Paolo
- Sabatini Alessandro
- Sabatini Melchiorre
- Veronesi Berardo

1848
- Baratti Cesare
- Belluzzi Antonio
- Bernardi Vicenzo
- Cesarini Nicola
- De Biagi Pietro
- Forcellini Adamo
- Giacomini Giuseppe
- Giovannarini Marino
- Martelli Giacomo
- Mattei Gaetano
- Moracci Luigi
- Parenti Righi Francesco
- Pasovi Giuseppe
- Sabatini Alessandro
- Tassini Marco
- Tonnini Luigi
- Veronesi Berardo
- Veronesi Orazio

1849
- Belluzzi Antonio
- Belluzzi Luigi
- Belluzzi Vincenzo
- Cecchetti Marino
- Cesarini Vincenzo
- Corsucci Lorenzo
- Della Balda Filippo
- Farnesi Francesco
- Forcellini Marino
- Galassi Anastasio
- Giovannarini Marino
- Guardigli Marino
- Lombardi Carlo
- Macina Giovanni
- Martelli Gaetano
- Mazza Domenico
- Mazza Paolo
- Pasovi Luigi
- Roberti Angelo
- Ugolini Domenico
- Veronesi Orazio

1859-60
- Amati Ercole
- Amati Ludovico
- Belloni Raffaele
- Belluzzi Antonio
- Belluzzi Belluzzo
- Bernardi Vincenzo
- Bianchi Achille
- Bianchi Luigi
- Bollini Antonio
- Capicchioni Francesco
- Casali Ercole
- Ceccoli Erminio
- Ceccoli Ippolito
- Ceccoli Mariano
- Della Balda Giovanni
- Della Balda Raimondo
- Foschi Salvatore
- Giovannarini Clemente
- Giovannarini Felice
- Livi Marino
- Lombardi Luigi
- Mariotti Achille
- Martelli Angelo
- Ravezzi Giuseppe
- Ravezzi Luigi
- Ravezzi Stefano
- Rocchi Luigi
- Ugolini Antonio
- Ugolini Domenico

1860
- Amati Ludovico
- Amati Salvatore
- Angeli Francesco
- Biguzzi Federico
- Belluzzi Luigi
- Capicchioni Francesco
- Cesarini Francesco
- Cesarini Nicola
- Della Balda Federico
- Della Balda Giovanni
- Lombardi Luigi
- Mariotti Achille
- Ripa Alessandro
- Zani Nicola

1866
- Amati Ludovico
- Belloni Giuseppe
- Belluzzi Ludovico
- Bernardi Vincenzo
- Bianchi Achille
- Bonelli Marino
- Giannini Antonio
- Giovannarini Felice
- Gozi Marino
- Mariotti Achille
- Mariotti Marino
- Morri Vincenzo
- Ravezzi Giuseppe
- Rocchi Giovanni
- Ugolini Marino

1867
- Belloni Giuseppe
- Bonelli Marino
- Casali Filade
- Ceccoli Ippolito
- Giacomini Remo
- Giardi Giovanni
- Gozi Marino
- Guerra Dovizio
- Guerra Pietro
- Mariotti Marino
- Ravezzi Giuseppe

1915-1918
ARMA COMBATTENTI
- Casali Nullo
- Comanducci Amedeo
- Fattori Marino
- Gozi Giuliano
- Mariotti Mario
- Micheloni Pier Paolo
- Serafini Sady
- Simoncini Carlo
- Stacchini Menenio
- Tonnini Pietro

NELL'OSPEDALE DI GUERRA E SANITÀ
- Balsimelli Luigi
- Fattori Ferdinando
- Galassi Carlo
- Galassi Naldo
- Galassi Vito
- Guidi don Giuseppe
- Kravs Amedeo
- Serafini Sanzio
- Tonnini Egidio
- Vincenti Giovanni

CADUTI NELLA LOTTA DI LIBERAZIONE
1943-1945
- Claudio Canti
- Vittorio Ghiotti